# نركورس (كورنوال)
نركورس (بالإنجليزية: Narkurs)‏ هي قرية تقع في المملكة المتحدة في كورنوال.